# Embassament de Teton

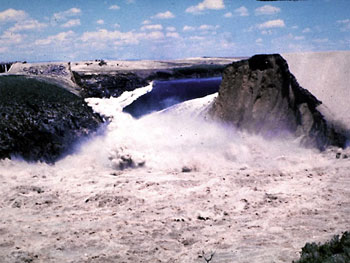
Imatge de l'embassament de Teton durant el trencament produït el 1976. L'aigua de l'embassament inundà tota la zona inferior a la presa.

L'embassament de Teton fou una presa d'aigua ubicada sobre el riu Teton a l'estat d'Idaho als Estats Units d'Amèrica. Finalitzada el novembre del 1975, el dic es va esquerdar el 5 de juny del 1976 provocant un trencament i baixada de l'aigua que causà la mort de 14 persones i costà prop de 1.000 milions de dòlars en reconstrucció i indemnitzacions.
L'embassament fou construït pel govern federal a fi de proveir aigua per la irrigació i l'obtenció d'energia elèctrica. Va tenir un cost de 100 milions de dòlars, i les seves dimensions eren de 975,36 m de llargada i 92,64 m d'altura. Després del desastre, no fou reconstruïda i no s'ha plantejat fer-ho.